# Bahnhof Donauwörth
Bahnhof Donauwörth vasútállomás Németországban, Donauwörth városban. A német vasútállomás-kategóriák közül a negyedik csoportba tartozik.

## Vasútvonalak
Az állomást az alábbi vasútvonalak érintik:
- Augsburg–Nördlingen-vasútvonal
- Ingolstadt–Neuoffingen-vasútvonal
- Donauwörth–Treuchtlingen railway

## Forgalom

### Regionális
| Vonatnem | Útvonal | Gyakoriság                                               |
| -------- | --- | -------------------------------------------------------- |
| RE       | Allgäu-Franken-Express: Nürnberg – Donauwörth – Augsburg – Buchloe – Kempten – Immenstadt – Oberstdorf / Hergatz – Lindau | két vonatpár                                             |
| RE       | Fugger-Express: Treuchtlingen – Donauwörth – Augsburg – Mering – München                                                  | kétóránként                                              |
| RE       | Nürnberg – Treuchtlingen – Donauwörth – Augsburg                                                                          | kétóránként (munkanapokon)                               |
| RB       | Fugger-Express: Donauwörth – Augsburg – Mering – München                                                                  | óránként, HVZ-Halbstundentakt Donauwörth–Augsburg        |
| RB       | Fugger-Express: Aalen – Nördlingen – Donauwörth                                                                           | óránként hétfőtől péntekig, kétóránként szombat-vasárnap |
| ag       | Ulm – Neu-Ulm – Günzburg – Donauwörth – Ingolstadt (– Ingolstadt Nord) /– (Regensburg – Eggmühl – Neufahrn – Landshut)    | óránként hétfőtől péntekig, kétóránként szombat-vasárnap |
| as       | Ulm – Neu-Ulm – Günzburg – Donauwörth – Ingolstadt – Regensburg (– Eggmühl – Neufahrn) / (– Plattling)                    | kétóránként szombat-vasárnap                             |

### Távolsági
| Járat  | Útvonal | Útvonal | Gyakoriság       |
| ------ | --- | --- | ---------------- |
| ICE 25 | Oldenburg – Bréma / Hamburg-Altona – Hannover – Göttingen – Kassel-Wilhelmshöhe – Würzburg – Donauwörth – Augsburg – München | Oldenburg – Bréma / Hamburg-Altona – Hannover – Göttingen – Kassel-Wilhelmshöhe – Würzburg – Donauwörth – Augsburg – München | három vonatpár   |
| ICE 28 | (Berlin – Leipzig – Jena – Nürnberg –) Donauwörth – Augsburg – München                                                       | (Berlin – Leipzig – Jena – Nürnberg –) Donauwörth – Augsburg – München                                                       | bizonyos vonatok |
| IC 26  | Hamburg-Altona – Hamburg – Hannover – Göttingen – Kassel-Wilhelmshöhe – Würzburg – Donauwörth – Augsburg –                   | München | bizonyos vonatok |
| IC 26  | Hamburg-Altona – Hamburg – Hannover – Göttingen – Kassel-Wilhelmshöhe – Würzburg – Donauwörth – Augsburg –                   | München Ost – Berchtesgaden                                                                                                  | egy vonatpár     |
| IC 26  | Hamburg-Altona – Hamburg – Hannover – Göttingen – Kassel-Wilhelmshöhe – Würzburg – Donauwörth – Augsburg –                   | Oberstdorf | egy vonatpár     |
| IC 28  | Berlin – Leipzig – Jena – Nürnberg – Donauwörth – Augsburg – München                                                         | Berlin – Leipzig – Jena – Nürnberg – Donauwörth – Augsburg – München                                                         | két vonatpár     |

### Buszközlekedés

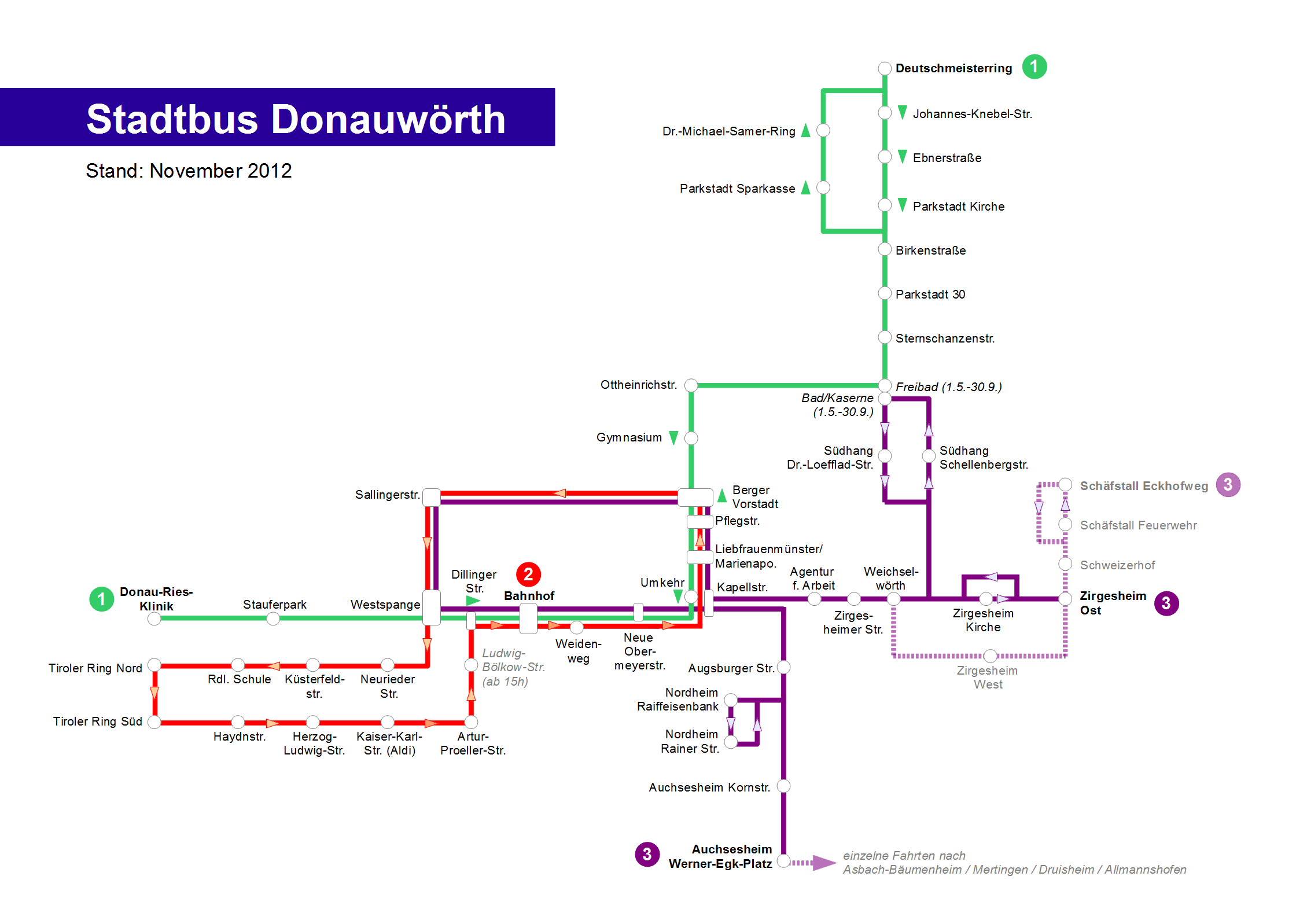
Donauwörth busztérképe

| Járat | Útvonal                                          |
| ----- | ------------------------------------------------ |
| 1     | Donau-Ries-Klinik–Bahnhof–Zentrum–Berg–Parkstadt |
| 2     | Zentrum–Riedlingen–Bahnhof–Zentrum               |
| 3     | Zirgesheim–Zentrum–Nordheim–Auchsesheim–Zentrum  |
| 4     | Donauwörth–Oberndorf am Lech                     |
| 5     | Donauwörth–Bissingen                             |

## Kapcsolódó állomások
A vasútállomáshoz az alábbi állomások vannak a legközelebb:
- Genderkingen
- Tapfheim
- Otting-Weilheim
- Bäumenheim station
- Wörnitzstein station
- Mündling

## Képgaléria

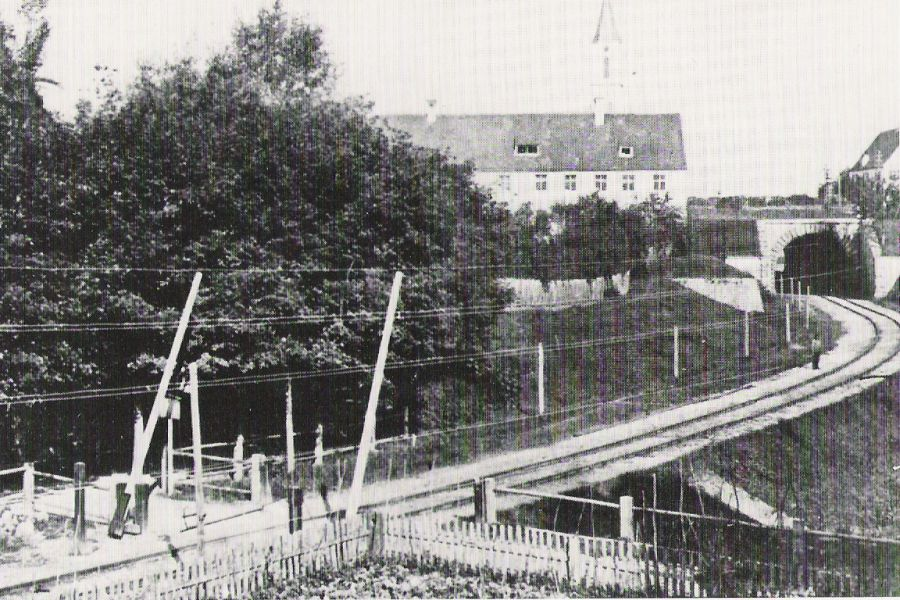
Bahnhof Donauwörth 1877-ben
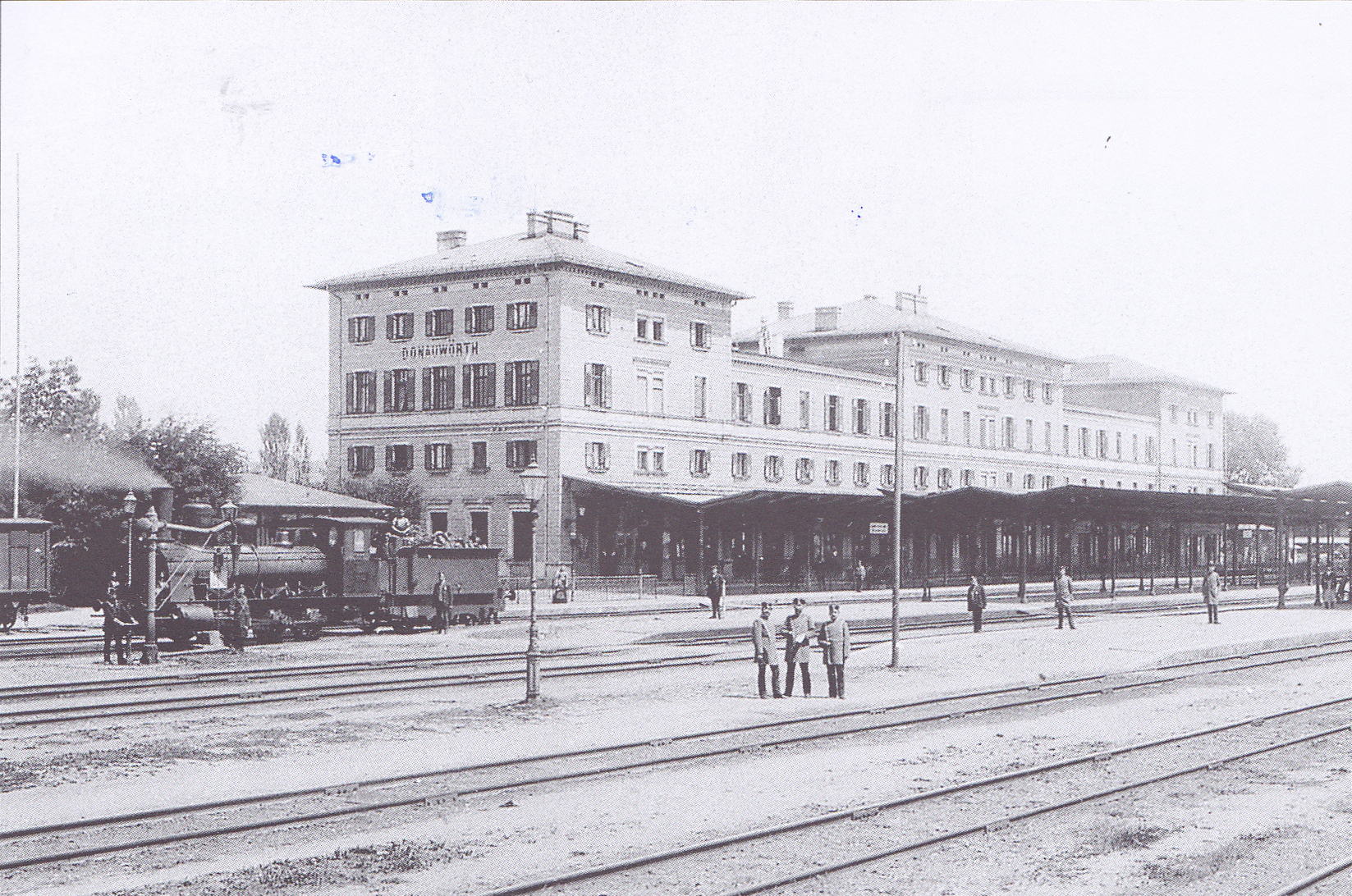
Bahnhof Donauwörth 1895-ben
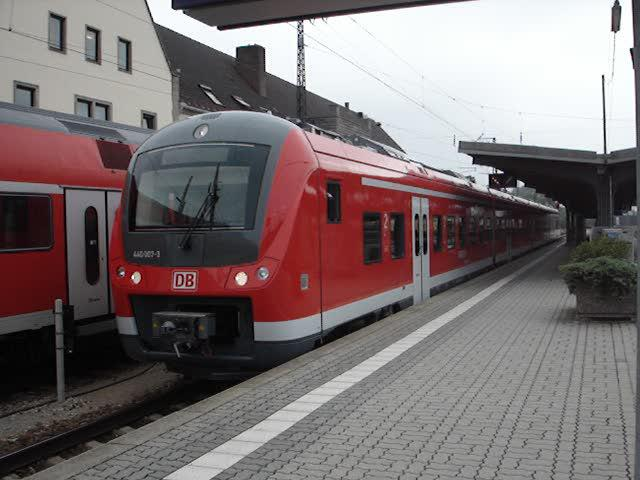
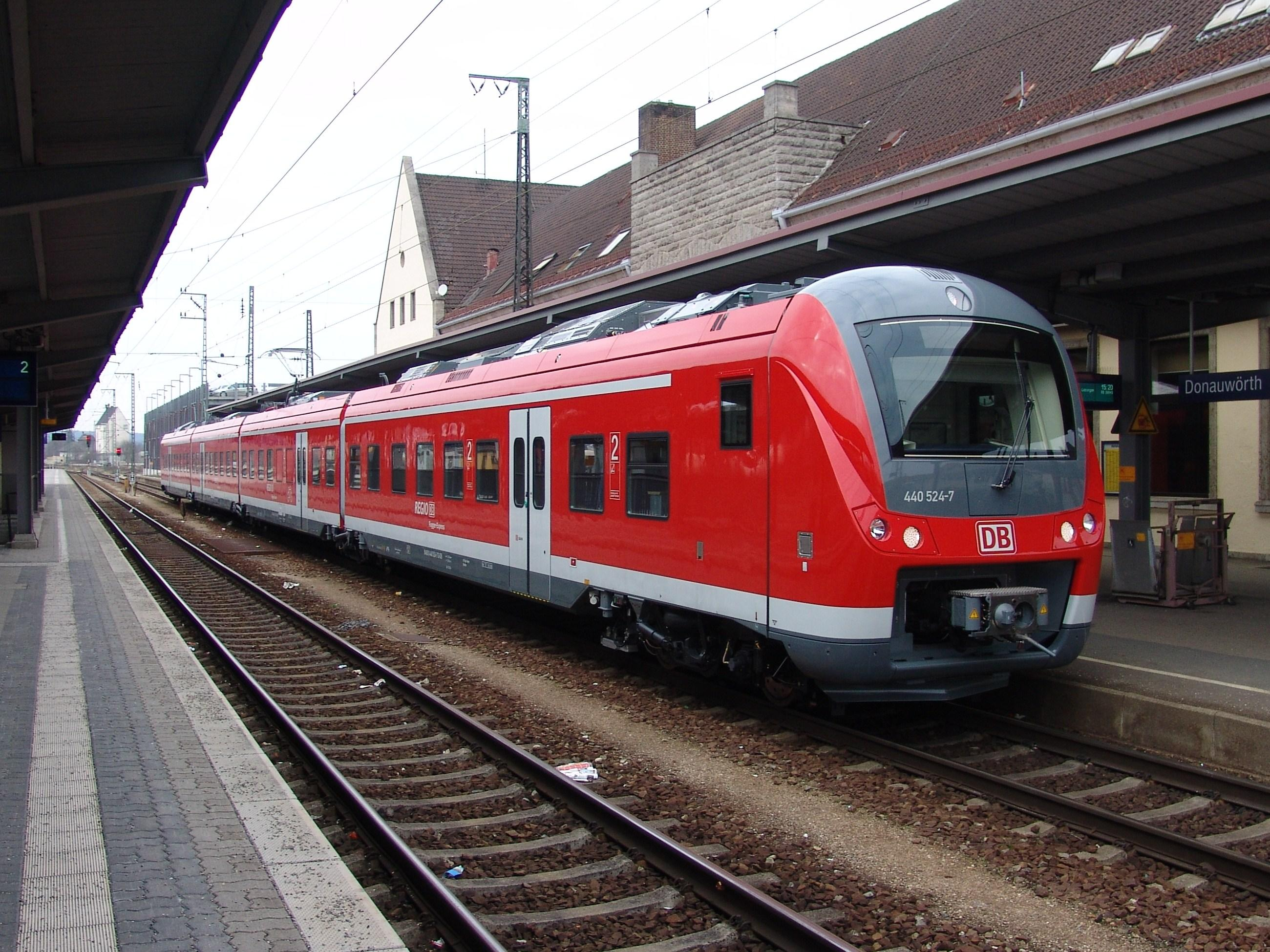
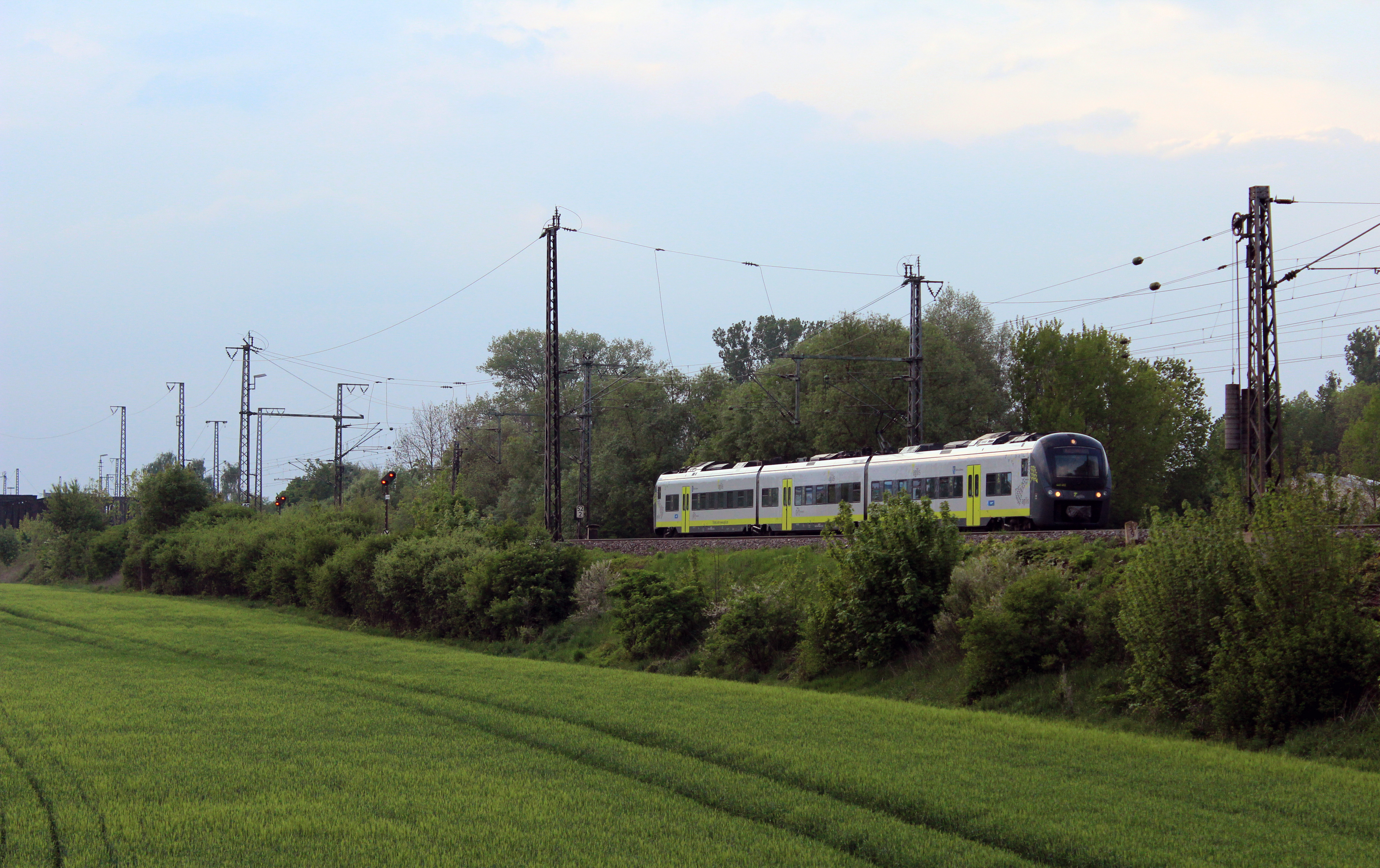
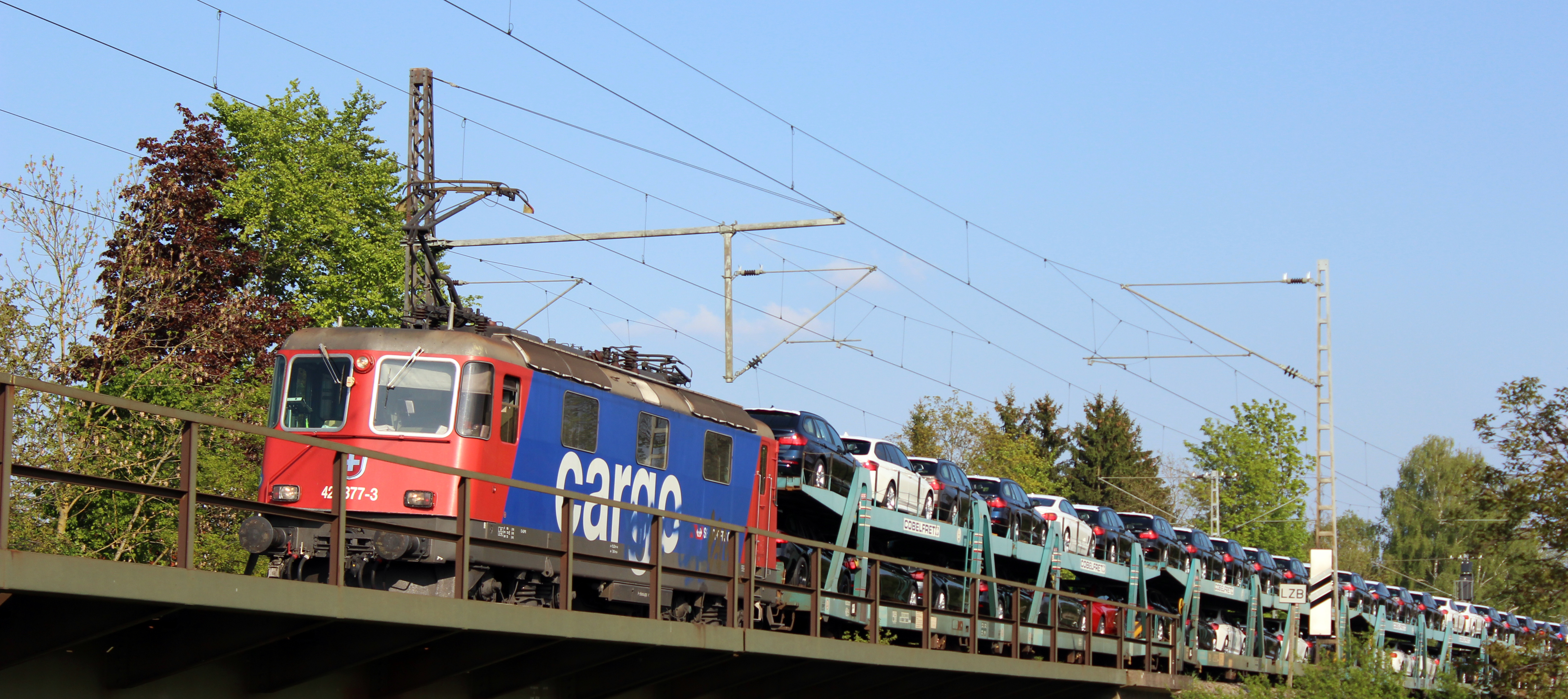
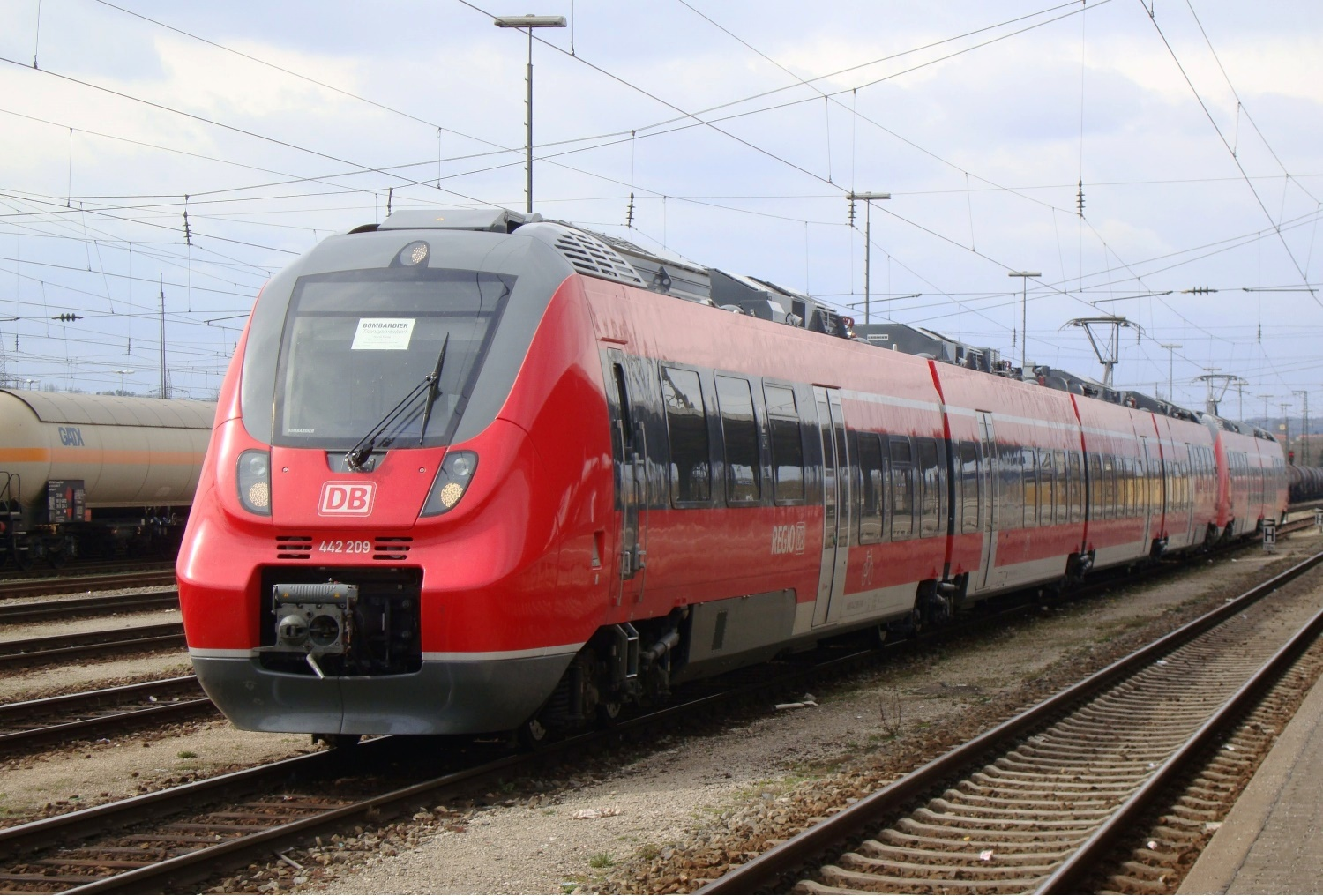
Talent2 sorozatú villamos motorvonat az állomáson